# Liste des collaborations d'Alan Stivell
Alan Stivell a participé tout au long de sa carrière à de nombreuses collaborations avec divers artistes, d'horizons différents. Que ce soit dans ses productions comme 1 Douar ou pour celles des autres, il a noué des relations avec des artistes internationaux (le Sénégalais Youssou N'Dour, l'Algérien Khaled, l'Écossais Jim Kerr des Simple Minds, le Gallois John Cale, l'Irlandais Paddy Moloney, l'Anglaise Kate Bush, l'Irlandais Shane MacGowan des Pogues, etc.) et noué des relations amicales comme avec Van Morrison, Angelo Branduardi, Jackson Browne, Bill Wyman, Robert Plant, Rory Gallagher ou encore Mike Oldfield qui l'invite dans son château à l'issue d'un concert d'Alan au théâtre d'Hammersmith à Londres. Il accompagne la plupart des artistes à la harpe mais aussi dans d'autres registres parfois surprennant.
Il a également, d'une manière indirecte (compositions, arrangements), participé au succès de certains artistes et groupes (Manau, Nolwenn Leroy...) qui ont repris ses titres ou ses arrangements de morceaux traditionnels. Sa musique a influencé, outre ses musiciens (Gabriel Yacoub, Dan Ar Braz), de grands artistes amis comme Idir, Van Morrison (« qui a un moment de sa vie n'écoutait quasiment plus que du Stivell »), Angelo Branduardi (qui l'a qualifié de « modèle »). Sa musique a inspiré à l'Acadien Zachary Richard sa célèbre chanson Réveille. Stivell a aussi influencé des groupes de musique bretonne, de folk, de rock et même de heavy metal. Il a aussi grandement participé à la diffusion des traditionnels bretons dans le monde au point que certaines chansons bretonnes sont depuis devenues traditionnelles dans d'autres pays.

## Discographie de ses collaborations
- 1959 : Andrea Ar Gouilh & Alan Cochevelou, Mouez Breizh 4580, 45 tours

Titres : Son an hañv - An tri aval ruz - En hou kavel - Ar voraerion (Harpe)
- 1959 : Andrea Ar Gouilh & Alan Cochevelou, Mouez Breizh 4581, 45 tours

Titres : Marzin en e gavel - Son ar yar - Kan an dud ar vor - An alarc’h (Harpe)
- 1959 : Collectif, Evocation de la Bretagne / Breiz ma bro, Vega C 21376, 33 tours

Titres : Ar baradoz chantée par Armand Hass, Alan Cochevelou (Harpe), Ho mamm chantée par Yvette Nicol, Alan Cochevelou (Harpe)
- 1960 : Andrea Ar Gouilh & Alan Cochevelou, Mouez Breizh 4590, 45 tours

Titres : An hini a garan - Te ken tost d’ar peurbad - An delenn - Silvestrig (Harpe)
- 1961 : Andrea Ar Gouilh & Alan Cochevelou, Mouez Breizh 4598, 45 tours

Titres : Va c’halon ‘zo e Breizh-Izel - Jenovefa Rustefan - Ar sorserez - Me a garfe (Harpe)
- 1964 : Bagad Bleimor, Bagad des Scouts Bleimor, Iroise LPF 2518 33 tours. Alan comme penn-sonner du bagad
- 1966 : Graeme Allwright, Graeme Allwright, Mercury 6459 105, 33 tours

Titre : La mer est immense (Harpe). On retrouve ce titre sur de nombreux autres disques de Graeme Allwright, on peut citer celui de la collection Master Série Vol. 3 chez Universal Music 522 911-2 paru en 1998.
- 1969 : Maripol, Maripol Chante sa Bretagne et la mer, Le Chant du Monde LDX 74379, 33 tours

Titres : Mère noire - Hechennour ieuank - Les croix de Broella (Harpe). Une compilation Maripol, ses plus beaux chants reprend les titres du 33 tours ; Éditions Kerig KCD 179
- 1969 : Steve Waring, Les Grenouilles (Le Chant du Monde)

Titres : The river (flûte irlandaise) - The cuckoo (harpe et voix) sous le pseudo Artus Avalon
- 1971 : John Wright, La Guimbarde, Spécial instrumental (Le Chant du Monde)

Titres : Spécial instrumental - La Guimbarde - Garrett Barry's jig (flûte irlandaise sous le pseudo Artus Avalon)
- 1971 : Glenmor, Hommage à Morvan Lebesque, Barclay 80 425-U, 33 tours

Titres : O Keltia - An tousegi - Hiraezh (Harpe). Ces titres sont repris sur un 45 tours : Barclay 71402 sorti la même année.
En 1994, l'Association Glenmor An Distro publie chez Coop Breizh le coffret Et bien voici ma terre où l’on retrouve les 3 titres ; Réf Gad 001/002. Une réédition en CD du 33 tour arrive en 2001 : Barclay 549 486-2.
- 1972 : Bagad Bleimor, Championnat national des bagadoù Lorient 1971, Arfolk LDX 74 513 45 tours

Titre : Bleimor e Bro Skos Composition Hervé Renault & Alan Cochevelou
- 1972 : Collectif, Kertalg 1972, Le Chant du Monde AK 454 33 tours

Titre : Eliza avec les Sœurs Goadec (Harpe)
- 1973 : Chris Darrow, Chris Darrow, United Artists 242 33 tours

Titre : Faded love (Harpe, Flûte irlandaise) Une réédition paraît en CD sous le titre (Under my own disguise) en 2001 sous le label Beat Goes On BGOCD 513.
- 1975 : les Sœurs Goadec, Elysa, Barclay 71 480 45 tours

Titre : Elysa (Enregistrement de Kertalg 72)
- 1981 : Maria Del Mar Bonet, Jardi Tancat, Ariola - Eurodisc 1-203 170 33 tours

Titre : La Canço de Na Ruixa mantelis (Harpe)
- 1983 : Angelo Branduardi, Cercando l’Oro, Musiza / EMI Group 80101 2 33 tours

Titres : La Giostra (Cornemuse) - Piano, piano (Harpe)
Une version française en éditée en CD en 1992 chez EMI, les titres deviennent La ronde et Le duvet.
- 1987 : Lucia Hwong, Secret Luminescense, Private Music / RCA 2021-1P, 33 tours, Private Music / RCA 2021-2P CD

Titres : Lunar seas, Loretta's dance (Harpe)
- 1987 : Gabriel Yacoub, ELF (Elementary level of faith), Boucherie Production BP 3185 CD

Titre : Bon an, mal an (Harpe)
- 1988 : Yves Simon, Liaisons , Barclay 837 642-2 CD

Titre : Les enfants du siècle (Flûte irlandaise). À noter que l’album existe aussi en 33 tours.
- 1989 : Kate Bush, The sensual world, EMI Group CDP 795 0782 CD

Titres : The fog (Harpe) - Between a man and a woman (Harpe et chœurs)
- 1991 : Francis Lalanne, Avec toi, Tréma 710 342 CD

Titres : Marée noire - D’ar c’houloù-deiz (Chant et harpe)
- 1992 : Laurent Voulzy, Caché Derrière

Titre : Guitare Héraut (brève section vocale)
- 1993 : Idir, Les chasseurs de lumière, Blue Silver 0952 BSD 195 CD

Titre : Isaltiyen (Chant et harpe). On retrouve ce titre sur le best of d’Idir (Deux rives, un rêve) : Sony Music SAN 507847 9.
- 1993 : Ceske Srdce, Srdce z avalonu, Bonton music 71 0125-2 331 33 tours et CD

Titres : Nechtej mi lhat (Harpe) - Sdrce z avalonou (Harpe)
- 1995 : Collectif, Taratata Volume 2, Virgin 8424782 CD

Titre : Belfast Child avec Simple Minds (chant et harpe)
- 1996 : Kevrenn Brest Sant-Mark, Ocean Liberty, Coop Breizh KBSM 002 CD

Alan signe une introduction, les harpes Léo Goas apparaissent sur deux photos du livret, la Kevrenn ayant participé à plusieurs spectacles d’Alan.
- 1997 : Les Sœurs Goadec, Enregistrement public, Le Chant du Monde LDX 274 1081 CD

Titre : Eliz Iza (Harpe) (Reprise de "Kertalg 1972"). Le 33 tours enregistré en 1973 sous la référence Le Chant du Monde LDX 74535 ne comportait pas ce titre.
- 1999 : Soïg Sibéril, Gwenojenn, Coop Breizh GWP 005 CD

Titre : Gwenojenn (Harpe)
- 2000 : Nova Nova - Plaid, F-Communications, PIAS

harpe
- 2003 : Carlos Nuñez, Un Galicien en Bretagne, St-Georges / Sony SAN 511 022 CD

Titres : Noitra pecha - Gavotte-Pandeirada (Chant et harpe)
- 2012 : Pat O'May, Celtic Wings (Keltia Musique)

Titre : It Doesn't Matter (Chant)
- 2017 : Anthologie du patrimoine phonographique breton 1925-1960 (Frémeaux & Associés)

Titres : accompagne à la harpe Andrea Ar Gouilh (Mouez Breiz 1959-1960)
- 2017 : Collectif, Breizh eo ma bro ! (Smart / Sony)

Titres : Brian Boru (avec Laurent Voulzy), La hargne au cœur - Liberté Armorique (avec Soldat Louis), Bro gozh ma zadoù (single, avec Gilles Servat, Tri Yann, Louis Capart, Soldat Louis, Renaud Detressan, Gwennyn, Clarisse Lavanant, Rozenn Talec, Cécile Corbel)
- 2017 : Alan Simon, Excalibur IV The Dark Age of the Dragon (Cherry Red)

Titres : The Wings of the Dragon (Chant et harpe), Stonehenge (Chant et harpe)

### Participations événementielles
- 1971 : Festival folk de Lambesc 1970 (33 tours Autoproduction) titre : An alarc'h
- 1972 : 24 succès de l'année titre : Suite Sudarmoricaine
- 1976 : Skoazell Vreizh (Kan bale lu poblek Breizh) (33 tours Iris / Coop Breizh, reproduction 2013) en soutien aux familles des détenus politiques bretons - titres inédits : Levenez (evit Yann-Kel Kernaleguen) et Gwerz Tabut Kemper en kan-ha-diskan avec Yann-Jakez Hassold
- 1978 : Ils se meurent nos oiseaux..., collectif (33 tours) en soutien aux victimes de la marée noire - titres inédits : Plinn-slogan, Ils se meurent nos oiseaux à la harpe avec Glenmor
- 1979 : Contes de Bretagne par Pierre Vaneck (33 tours et K7 Hachette) Extraits de Reflets, Renaissance de la Harpe celtique, À l'Olympia et Chemins de Terre
- 1990 : Festival Interceltique de Lorient - 25 ans (Disques Hirio - Virgin édition 1995)
- 1995 : La collection de printemps 1995 par les Disques Dreyfus - titre : Mairi's wedding
- 1995 : Duos Taratata, vol. 2 (CD et K7 Virgin) - titre : Belfast Child avec Simple Minds (Chant et harpe)
- 1996 : Le renouveau de la musique celtique, Temps interceltiques (CD Hirio / Virgin + livret 52 p. Éditions du Layeur)
- 1996 : Bienvenue au Pays de Villaines, Alan Stivell (CD MPO) titres : Suite irlandaise, Mairi's wedding, De' ha bla'
- 1996 : La compil' du père Noël 92/96, Les rockeurs ont du cœur, Rennes (CD Grenouille and co) titre : Suite sudarmoricaine
- 1999 : Dublin to Dakar : A Celtic Odyssey (Compil Putumayo / Harmonia mundi) titre : A United Earth 1
- 1999 : Bretagnes à Bercy (double CD live, St-Georges / SonyColumbia) collectif 6 titres  avec Dan Ar Braz et L'Héritage des Celtes, 3 titres finaux avec Dan Ar Braz, Gilles Servat, Tri Yann, Armens. Deux CD Samples sont aussi sortis à cette occasion, on retrouve An alarc’h sur la référence St-Georges / Sony 6938-0069381000 et Tri martolod sous St-Georges/Sony SAMPCS 6938-0069381000. Une version avec un seul CD existe : Columbia COL 5031992, elle reprend les mêmes titres que le double album.
- 2000 : Les réquisitoires du tribunal des flagrants délires vol. 4, Pierre Desproges (CD ADSA / Radio France)
- 2000 : Dranouter 2000 (CD du festival / De Morgen)  titre : Armoricaine (Suite)
- 2001 : L'hiver des oiseaux..., collectif (CD Tôt ou Tard / Warner) titre : Ye Banks and braes
- 2002 : Festival Interceltique de Lorient (DVD meilleurs moments des festivals 1999/2000/2001)
- 2003 : Nuit Celtique II au Stade de France, collectif (CD live + DVD, Sony / BMG) titres : Suite Sudarmoricaine, Tri Martolod
- 2006 : Musiques de Bretagne, la Bretagne au Midem 2006 (CD + CD-Rom, Région Bretagne) titres : Divodan, Let the Plinn
- 2009 : Festival Fnac Indétendances (2 CD + livret)
- 2011 : Le Festival du chant de marin : Gouel kan ar vartoloded titre : Tri Martolod
- 2014 : Fest vraz : Musiques bretonnes, vol. 2 (2 CD Keltia Musique) titre : It doesn't matter feat Pat O'May
- 2014 : Best Of 1972 (2 CD Universal Music) titre : Suite Sudarmoricaine
- 2016 : 46e festival interceltique de Lorient : l'année de l'Australie (CD Keltia) titre : New Amzer - Spring
- 2017 : Fête de la St Patrick et de la Bretagne : 10th Anniversary Tour (double CD + DVD, Visuel/Believe)

### Bandes-sons
- 1968 : Vive-eau de Louis-Roger (Les Films de la Pléïade, dist. Paramount) Alors débutant, Alan Stivell compose la musique et le chant (en breton) qu'il interprète lui-même avec sa harpe celtique. Tourné en baie du mont Saint-Michel, il reçut le Proue d'or à Milan en 1970 et le Chevreuil d'Or à Novi Sad (Ex-Yougoslavie).
- 1973 : Les chevaliers de la Table Ronde 1 et 2 : L'Enchanteur Merlin et Le chevalier Lancelot (33 tours Philips) Illustrations musicales en accompagnement des textes de Charles Charras.
- 1974 : La Merveilleuse Visite de Marcel Carné (TF1 Vidéo)
- 1977 : L'Ancre de miséricorde de Bernard d'Abrigeon (TF1) Adaptation du roman L'Ancre de miséricorde de Pierre Mac Orlan.
- 1978 : In Search of Anna d'Esben Storm (Australie, DVD 1992)
- 1983 : Si j'avais mille ans de Monique Enckell (Babylone Films)[3]

## Reprises

### Avec ses compositions
- Bagad Bleimor, Ogham, Kevrenn Brest Sant-Mark, Patrig Sicard, Tutti Futti, Hirio, Bagad Cap Caval (Brezhoneg Raok), Jean-Michel Veillon, Kornog (Fest stivell), école Diwan, Ensemble chorale du Bout du monde, Nolwenn Leroy (Rentrer en Bretagne), Pat O'May (Alan the Brave)...

### Avec des traditionnels
Son ar Chistr est l'une des plus reprises, en Europe jusqu'aux États-Unis (Bots, Scooter, Angelo Branduardi, Goran Bregovic, Martin Carthy, Brân, Blackmore's Night...) et devient un tube en allemand, néerlandais, danois. Parmi les nombreuses reprises de Tri Martolod, une fera beaucoup parler d'elle, celle de Manau (le groupe reprend l'intro à l'identique sans mentionner l'auteur des arrangements car Alan avait refusé, de même pour le groupe de métal Eluveitie) puis celle de Nolwenn Leroy en 2011.
- Frida Boccara, Nicole Rieu, Denez Prigent, Red Cardell, Ceske Srdce, Dao Dezi, Yann-Fañch Kemener, Didier Squiban, Annie Ebrel, EV, Glaz, Arz Nevez, Bagad Kemper, Thalweg, Andy Votel, Eric Le Lann, Poeta Magica, Clan d'Oiche, Nolwenn Leroy, Julien Jaffrès...

### Par des harpistes
Des harpistes ou groupes de harpistes sont influencés par les musiques d'Alan Stivell (jusqu'à enregistrer parfois un ou plusieurs de ses morceaux), parmi lesquels : Denise Megevand, Kristen Noguès, Cécile Corbel, Triskell, Loreena McKennitt, Sedrenn, Tristan Le Govic, Gwenaël Kerléo, Mariannig Larc'hantec, Patrick Ball,  Mac Meil, Jakez François, Deborah Henson-Conant, Dominig Bouchaud, Yann Bertrand, Eve McTelenn...